# Salvador Guerra Rivera
Salvador Guerra Rivera (Marbella, 10 d'octubre de 2002), és un jugador d'escacs espanyol que té el títol de Mestre de la FIDE des de 2016.
A la llista d'Elo de la FIDE de l'agost de 2016, hi tenia un Elo de 2285 punts, cosa que en feia el jugador número 276 (en actiu) de l'estat espanyol, i el 2n sub-14 de l'estat espanyol. El seu màxim Elo va ser de 2285 punts, a la llista d'agost de 2016.

## Resultats destacats en competició
El juliol de 2016 fou 1r-4t (tercer en el desempat) amb 7½ punts de 9 en el campionat d'Espanya Sots-14 i campió d'Espanya Sots-16 destacat amb 7½ punts de 9. L'agost de 2016, a Praga (Txèquia), fou campió d'Europa Sots-14 amb 7½ punts de 9.